# 中国国际中文教育基金会
中国国际中文教育基金会，是一间致力于支持世界范围内的中文教育项目的公益组织，承办孔子学院，成立于2020年7月。

## 历史
2020年7月5日，教育部中外语言交流合作中心（原国家汉办）发布公告，宣布该中心自当日起成立，不再负责孔子学院品牌和机构运行，并指“孔子学院”将由多家高校、企业等发起成立的民间公益组织中国国际中文教育基金会全面负责运行。

## 机构职能
该机构章程表示，该机构的业务范围主要为规划孔子学院和国际中文教育发展，设立孔子学院品牌标准，授权设立孔子学院并评估其办学质量，开展其他国际中文教育相关业务等。